# Zara Larsson
Zara Larsson (Stockholm, 1997. december 16. –) svéd énekesnő. 2008-ban szerzett hírnevet, amikor 10 évesen megnyerte a svéd tehetségkutató műsort, a Talang-et. Később a TEN kiadóhoz szerződött le 2012-ben, majd 2013-ban megjelent debütáló EP-je, az Introducing. Júliusban az EP tripla platinalemez lett Svédországban. 2013 áprilisában egy hároméves szerződést kötött az Epic Records-szal az USA-ban. 2016-ban a labdarúgó Európa-bajnokságon a nyitó- és a záróceremónián is fellépett az esemény hivatalos dalával, a This One's For You-val.
Első nemzetközi albuma, a So Good 2017. március 17-én jelent meg, és az Egyesült Királyságban a 7. helyezést érte el az albumok toplistáján. A lemez egyik kislemeze, a Never Forget You a 13. helyezést érte el a Billboard 100-as toplistáján, ezzel megadva az énekesnő első Billboard-toplistás szereplését.
Második nemzetközi nagylemezét Poster Girl címmel adta ki 2021. március 5-én. Az album Svédországban harmadik, az Egyesült Királyságban 12., míg az Egyesült Államokban 170. helyen debütált megjelenését követően.

## Gyermekkora
Stockholmban született, azon belül is Solna községben. Szülei Agnetha és Anders Larsson. Van egy húga, Hanna, aki szintén énekes és a 'Hanna & Andrea' banda tagja. Zara egy interjúban elmondta, hogy bekerült volna az Adolf Fredrik's Music School-ba, de elutasította, mert nem akart kórusban énekelni.

## Karrier

### 2008–2011: Kezdetek
2008-ban megnyerte a svéd tehetségkutatót, a Talang-et 10 évesen, ezzel 500.000 svéd koronát szerezve magának (kb. 15,9 millió forint). A My Heart Will Go On című Celine Dion számot feldolgozta és ez később Zara debütáló kislemeze lett.

### 2012–2014: Áttörés
Az énekesnő 2012-ben leszerződtetett a TEN kiadóhoz, hogy felvegye az első EP-jét. A debütáló lemez az Introducing címet kapta és 2013. január 21-én jelent meg 5 számmal. Az Introducing júliusra már háromszoros platinalemez lett. Az EP vezető kislemeze az Uncover című szám lett, amely Norvégiában 1., míg Dániában harmadik lett, ezenkívül több toplista élére is felkerült. A szám február 25-re platinaszám lett.
2013 tavaszán Zara Larsson elmondta, hogy egy hároméves szerződést kötött az Epic Records-szal az USA-ban. Márciusban kiderült, hogy a svéd énekesnő újabb EP-t tervez hamarosan kiadni. A szintén 5 dalból álló lemez, az Allow Me To Reintroduce Myself végül július 5-én jelent meg. Az EP első kislemeze, amely két számot tartalmazott (She's Not Me Pt.1 és She's Not Me Pt .2) június 25-én jelent meg.
2014. október 1-én Zara megjelentette első albumát, a "1"-t, mely Svédországban újra platinalemez lett.

### 2015–2017: So Good, nemzetközi sikerek
2015. június 5-én megjelent Zara legnagyobb slágere, a Lush Life a második albumáról. A szám hatalmas sikereket ért el világszerte, majd megkapta a hivatalos 4-szeres platina minősítést. Július 22-én az énekesnő megjelentette legújabb számát, melyben a brit énekes, MNEK működött közre. A címe: Never Forget You. A dal újabb első helyezéseket ért el.
2016 februárjában Tinie Tempah kiadta legújabb számát Zara Larsson-nal, a Girls Like-ot. Zara szintén ebben az évben közreműködött David Guetta-val a This One's For You-ban, mely a 2016-os labdarúgó-Európa-bajnokság hivatalos száma lett. Szeptember 1-én újabb szám jelent meg, az Ain't My Fault, mely a 3. kislemez lett az új albumról. Október 22-én Zara-t a Time magazin a "30 legbefolyásosabb tinédzser 2016-ban" nevei közé sorolta. Az énekesnő ezután a 4. számot is megmutatta rajongóinak az albumról, az I Would Like-ot.
2017 januárjában kiadta a So Good c. dalt, melyben meghallhatjuk az amerikai rappert, Ty Dolla Sign-ot is. Ez a dal végül a címadó száma lett a 2. albumának, mely március 17-én jelent meg. A lemez szülőhazájában újra a toplisták élére került, ezenkívül a top 10-be került még Ausztráliában, Dániában, Finnországban, Hollandiában, Norvégiában, Új-Zélandon és az Egyesült Királyságban is.

### 2018– 2022: Poster Girl
Új albumának első kislemeze, a Ruin My Life 2018. október 18-án jelent meg. Ezt 2019-ben a Don't Worry Bout Me, a WOW és az All the Time című dalai követték, amelyekből csak a második kapott helyet a lemezen.
2020 elején közreműködött Kygo-val és Tyga-val a Like It Is című kislemezen, majd az év nyarán érkezett meg új nagylemezének harmadik dala, a Love Me Land. Ezt követően WOW című dala ismét felkapottá vált a szintén 2020-ban megjelent Work It című Netflix filmnek köszönhetően. A hatalmas népszerűség hatására készült egy új változat a dalból, melyen a film főszereplője, Sabrina Carpenter is hallható.
2021 januárjában az album egy újabb kislemeze látott napvilágot Talk About Love címmel, melyen az amerikai rappel, Young Thug is közreműködik. A kiadás napján jelentette be Larsson a nagy hírt, miszerint új albuma 2021. március 5-én Poster Girl címmel fog megjelenni. Még a kiadás előtt érkezett egy utolsó kislemez, a Look What You've Done. Az album megjelenése után március 8-án pedig az IKEA közreműködésével megtartotta bemutató koncertjét, melyet élőben követhettek a rajongók az énekes YouTube csatornáján. A nagylemez általánosságban jó fogadtatásban részesült, Svédországban harmadik, az Egyesült Királyságban 12., az Egyesült Államokban pedig 170. helyen debütált a megjelenést követően. Az év novemberében indul az énekesnő harmadik túrnéja.

## Diszkográfia

### Albumok
- 1 (2014)
- So Good (2017)
- Poster Girl (2021)

### EP-k
- Introducing (2013)
- Allow Me to Reintroduce Myself (2013)
- Uncover (2015)

### Egyéb számok
- My Heart Will Go On (2008)
- Girls Like (feat. Tinie Tempah) (2016)
- This One's for You (feat. David Guetta) (2016)

## Turnék

### Saját
- So Good World Tour (2017-2018)
- Don't Worry Bout Me Tour (2019)
- Poster Girl Tour (2021-2022)

### Nyitóelőadóként
- Cher Lloyd: I Wish Tour (2013)

## Fordítás
- Ez a szócikk részben vagy egészben  a   Zara Larsson című angol Wikipédia-szócikk fordításán alapul.  Az eredeti cikk szerkesztőit annak laptörténete sorolja fel. Ez a jelzés csupán a megfogalmazás eredetét és a szerzői jogokat jelzi, nem szolgál a cikkben szereplő információk forrásmegjelöléseként.